# كولم تاكر
كولم تاكر (بالإنجليزية: Colm Tucker)‏ هو لاعب اتحاد الرغبي أيرلندي، ولد في 22 سبتمبر 1952 في ليمريك في جمهورية أيرلندا، وتوفي في 11 يناير 2012 في دبلن في جمهورية أيرلندا.

## وصلات خارجية
- كولم تاكر عل موقع إسبنسكروم (الإنجليزية)